# Studená fronta (Star Trek: Enterprise)
Studená fronta (v anglickém originále Cold Front) je epizoda seriálu Star Trek: Enterprise. Jde o jedenáctý díl první řady pátého seriálu ze světa Star Treku.

## Děj
V úvodu jsou sulibanovi Silikovi odebírány genetická vylepšení, protože nesplnil úkol destabilizovat Klingonskou říši. Jeho velitel z budoucnosti mu dává nový úkol, kde nebude vylepšení potřebovat.
Enterprise změnila kurs k nově se rodící hvězdě, v jejímž okolí je několik lodí a kapitán by je chtěl pozdravit. Jednu loď po příletu kontaktovali – dozvěděli se, že je to nákladní loď kapitána Freddocka a veze k nově rodící se hvězdě skupinu nábožensky založených lidí, kteří považují vyšlehnutí protonů z protohvězdy za posvátnou událost, kterou nazývají Velká chlouba. Kapitán proto poutníky pozval na palubu.
Pro poutníky bylo připraveno pohoštění, kvůli kterému na chvíli výjimečně přerušili půst. Ukázalo se, že doktor Phlox se zajímá o náboženství, Velkou chloubu nevyjímaje. Návštěvníci byli provedeni po lodi, mimo jiné jim Trip představil warp reaktor. Jeden z návštěvníků přitom nepozorovaně přerušil nějaký obvod. Poté se lodi nepodařilo vypnout plazmové bouři a jeden ze zásahů způsobil řetězovou reakci, která hrozila dojít k reaktoru. Kvůli přerušenému obvodu se tak nestalo a loď nevybuchla. Návštěvníci zatím odešli na loď a šel s nimi i Phlox. Na další den jsou pozváni pozorovat Velkou chloubu do jídelny Enterprise.
Trip seznámil kapitána Archera s tím přerušeným obvodem. Z Enterprise se nikdo k záchraně lodi nepřiznal, ani to nebyli poutníci, nicméně kapitán Freddock slíbil říct, pokud se něco dozví.
Daniels chce kapitánovi sdělit nějaké informace o Silikovi, se kterým kapitán bojoval v kolonii. Pozval ho do své kajuty a tam mu vysvětlil, že je z doby o 900 let dopředu. V této době je vynalezené cestování časem určeno pravidly, aby se nezneužívalo. Suliban Silik byl ten, kdo pomohl Enterprise. Je z doby dřívější a pravidla nedodržuje. Je potřeba ho najít, aby se zjistilo, pro koho pracuje. To je však téměř nemožné, takže se Daniels potřebuje napojit se na systémy lodi a možná se u to podaří. Věří, že tady je možná začátek Časové studené války. Kapitán má sice rozporuplné pocity, vždyť Silik mu zachránil život. Radí se s Tripem a T'Pol a nakonec se rozhodl Danielse podpořit.
Na loď přiletěli někteří poutníci, kteří by chtěli sledovat výbuch protohvězdy z jídelny. Doktor se vrací s nimi a je z jejich kultury nadšený. T'Pol s Tripem pomáhá Danielsovi. Když byl menší problém, Daniels si vzal na ruku nějaký přístroj a byl schopen procházet zdí. Když přišel kapitán do své kajuty, čekal tam na něho Silik. Vysvětloval mu, že loď zachraňoval proto, že řetězovou reakci vyvolali Danielskovi lidé. Snažil se dostal kapitána na svou stranu a když mu volala T'Pol, že Daniels už vše dokončil, Silik kapitána omráčil.
Silik pak našel Danielse a podařilo se mu ho zastřelit. Následně našel Trip kapitána a přivolaný doktor ho vzbudil, skoro nic mu nebylo. Kapitán vydal rozkaz celou loď uzavřít a pokoušel se Silika najít. Trip z Danielsových dat zjistil, kde by tak mohl být, takže za ním kapitán pomocí přístroje, kterým procházel zdí, vyrazil. Dostali se do bitky a poté Suliban kapitánovi unikal, až nakonec vyskočil z hangáru k právě přilétnuvší sulibanské lodi. Kapitán málem spadl za ním.
Poté transportní loď s poutníky odletěla a Enterprise pokračovala v kurzu. Danielsova kajuta byla zapečetěna.